# چوی چیس ویلیج (مریلند)
چوی چیس ویلیج (به انگلیسی: Chevy Chase Village) شهری در ایالت مریلند کشور ایالات متحده آمریکا است که جمعیت آن در سرشماری سال ۲۰۱۰ میلادی، ۱٬۹۵۳ نفر بوده‌است.